# Ghost in the Shell: Stand Alone Complex - First Assault Online
Ghost in the Shell: Stand Alone Complex - First Assault Online (공각기동대 온라인?;  (攻殻機動隊ONLINE?)) è stato un videogioco multigiocatore online sudcoreano sviluppato dalla casa indipendente NeoPle su licenza Kōdansha e pubblicato nel 2017 da Nexon; il gioco non è più disponibile al download.

## Modalità di gioco
Ghost in the Shell: SACFAO si basa sulle linee guida narrative dell'omonimo franchise e si ambienta nello stesso universo narrativo della serie televisiva Ghost in the Shell: Stand Alone Complex; il gioco era un semplice FPS Online con elementi Team Arena ed Hero Shooter: ogni personaggio poteva essere personalizzato nella modalità Cyborg che presentava oltre 5.000 diversi layout selezionabili. Il titolo consigliava un approccio tattico e cooperativo permettendo ad ogni giocatore di sfruttare le proprie capacità, originali o modificate, a favore della squadra fornendo supporto tattico, difensivo o offensivo; alcuni degli equipaggiamenti selezionabili erano presi direttamente dalla saga originale: si potevano sfruttare la mimetica termo-ottica e l'armatura rinforzante, ma anche pilotare diversi tipi di mecha fra cui l'iconico Tachikoma (Spider Tank).
Oltre alla modalità classica PVP erano previste delle sfide individuali o cooperative PVE, dove era comunque possibile acquisire punti attributi per potenziare le capacità di ogni singolo personaggio, così da permettere anche ai giocatori meno abili di potenziarne e quindi competervi online; sfortunatamente non vennero mai portati a termine i lavori.
Le principali modalità di gioco erano: Team Deathmatch, Demolizione e Conquista; nella prima le due squadre dovevano continuare a combattere accumulando più punti possibili tramite le uccisioni, nella seconda dovevano difendere o attaccare un determinato obiettivo e nell'ultima dovevano conquistare le varie zone marchiate e mantenerle proprie fino allo scadere del tempo. Era prevista una quarta modalità uscita solamente in ALPHA e mai pubblicata definitivamente chiamata Ghost Assault: i giocatori avrebbero dovuto cooperare per sopravvivere alle varie ondate bot fino al boss finale, modalità molto simile a quella base del videogioco Killing Floor.
I Giocatori assumono il ruolo dei classici personaggi della Sezione di Pubblica Sicurezza Numero 9 (Sezione 9) e di alcune giovani reclute personalizzabili per fronteggiare il pericoloso gruppo Cyber-Terrorista "The Kraken" in uno scontro nel Cyberspazio: il gioco era sviluppato in modo che ambedue le squadre si autoconsiderassero la Sezione 9 e il nemico come il Kraken, per tanto l'alone rosso dei giocatori nemici identificava una modifica digitale del proprio aspetto nella rete. Tutte le reclute disponibili in gioco sono presentate di sesso femminile e di nascita Giapponese, ad esclusione di Sitara che, anche se non confermato, è presumibilmente americana.

### Specialisti d'assalto
- Batou: Co-protagonista della serie, il secondo miglior combattente della Sezione 9; ex-militare con esperienza tattica e offensiva; la versione qui proposta è la stessa della serie televisiva e quindi lontana dalla controparte manga o cinematografica; in questa versione, Batou è estremamente emotivo e sentimentalmente legato al personaggio del Maggiore[12].
- Ishikawa: Specialista Tecnologico della Sezione 9; è probabilmente il personaggio meno potenziato del gruppo[13].
- Boma: Specialista degli Esplosivi della Sezione 9; simile per capacità e corporatura a Batou, i suoi segni distintivi sono le ottiche rosse e la calvizie[14].
- Azuma: Nuova recluta apparso per la prima volta in Ghost in the Shell 1.5: Human-Error Processer, inviato nella sezione dalla JGSDF Intelligence; viene assunto dal Maggiore dopo aver deciso di abbassare gli standard di selezione per infoltire la sua squadra[15].

### Specialisti tattici
- Il Maggiore (Motoko Kusanagi): Protagonista della serie: la versione qui proposta è la stessa della serie televisiva e quindi lontana dalla controparte manga e cinematografica; in questa versione, Il Maggiore ha subito le prime modifiche Cyborg in tenera età (circa 9 anni) e il corpo che sta utilizzando ora non è più quello originale a causa della morte avvenuta a termine della prima stagione[16].
- Pazu: Comparso per la prima volta nella serie televisiva, Pazu è un investigatore del corpo di polizia Giapponese, corrotto e principale informatore per la Yakuza, ma ha comunque assistito Boma e Batou nell'arresto dell'Hacker che stava monitorando le azioni della Sezione 9[17].
- Maven (Personaggio Inedito): esperta del combattimento close quarters e di topografia, ha partecipato alla quarta guerra mondiale ed ha prestato servizio per la Kodansu Corporation's nella R&D division[8].
- Kuro (Personaggio Inedito): Assunta direttamente dalla squadra anti-sommossa Giapponese, conosciuta per le sue abilità di combattimento close quarters[9].
- Reiko (Personaggio Inedito): Discendente di un'influente famiglia in ambito politico e militare, specialista in ingegneria robotica; la sua principale caratteristica è di avere un cervello totalmente modificato e quindi - si presume - mancante del Ghost[10].

### Specialisti di supporto
- Togusa: Il secondo più promettente agente della Sezione 9, la versione qui proposta è la stessa della serie televisiva e quindi lontana dalla controparte manga o cinematografica; in questa versione, Togusa è colui che ha chiuso il caso "Uomo che Ride" e il suo passato lo vede come un ex-detective della polizia Giapponese[18].
- Saito: Cecchino della Sezione 9, caratterizzato dalla sua avversione verso i miglioramenti, è l'unico della squadra ad avere solo un aggiornamento cyborg in corpo: l'hawkeye, che gli permette di collegarsi ai satelliti e avere una precisione millimetrica nel colpo[19].
- Sitara (Personaggio Inedito): Specialista di combattimento close quarters della CIA, ex agente operativo sul campo nei ruoli di infiltrato, cecchino e scout; unico personaggio del gioco presumibilmente di origini Americane[11].

## Mappe
Molte delle mappe presenti in gioco sono ispirate alle location principali della serie televisiva ma tutte ridisegnate per riprendere le classiche strutture Arena; non tutte quelle disponibili potevano essere usate in qualsiasi modalità. 
- Porto (Deathmatch)
- Centro Città (Deathmatch)
- Magazzino (Deathmatch)
- Rovine di Neon (Deathmatch)
- PSS9 (Deathmatch e Demolizione)
- Centro di Dejima (Deathmatch e Demolizione)
- Geofront (Demolizione)
- Rovine Distrettuali (Conquista)
- Cyber Ward (Conquista)
- Base Sotterranea (Conquista)

## Sviluppo
Il gioco è entrato ufficialmente in sviluppo agli inizi del 2011 dallo stesso team responsabile di Dungeon Fighter Live: Fall of Hendon Myre utilizzando il motore grafico Gamebryo e non doveva essere ispirato all'universo di Ghost in the Shell. Nel 2012, l'editore di giochi Nexon Co. Ltd si è assicurato i diritti di un gioco basato su Stand Alone Complex da Kodansha, un anno dopo affermava di volerlo pubblicare prima della fine del 2014. Durante il G-STAR 2014 a Busan venne pubblicato il primo teaser trailer del gioco e confermava il tiolo di lavorazione Ghost in the Shell: First Connection Online; solo nel Settembre del 2015 venne confermato il titolo: Ghost in the Shell: Stand Alone Complex - First Assault Online, confermando così la sua appartenenza all'universo narrativo dell'omonima serie televisiva e non su quello del manga o dei due film d'animazione.

## Pubblicazione
Venne pubblicata inizialmente una closed BETA il 1 Ottobre del 2015 e in seguito come accesso anticipato sulla piattaforma Online Steam, entrando in open BETA solo nel Luglio del 2016; rimase in open BETA fino al primo Luglio dell'anno successivo, quando venne finalmente pubblicato come stabile. In totale vennero aperti 6 server ufficiali per la versione 1,0 e 5 per 2,0 (due dei server si sono fusi a causa della mancanza di giocatori): America Empire East, America Empire West, Unione Europea (precedentemente UE Est e Ovest in 1.0), Australia, Sud America. Non era previsto alcun supporto per server Giapponesi (anche se inizialmente previsti), LAN o Privati.
A causa del poco riscontro ottenuto dal gioco in fatto di utenze, i danni ai server e l'insoddisfazione generale degli sviluppatori, senza contare le critiche non proprio favorevoli, la Nexon decise di interrompere la distribuzione mondiale e di chiudere il supporto al gioco entro la fine del 2017. Prima di essere definitivamente chiuso, tutti gli oggetti acquistabili nel Market vennero abbassati del 99% così da permettere a tutti i giocatori di provarli.

## Accoglienza
Andy Kelly di PC Gamer lo ha criticato come "un FPS alquanto basilare" criticandone l'interfaccia e la scelta di fare uno sparatutto basato sulla squadra invece che un più idoneo gioco di ruolo, elogiandone comunque la fedeltà verso l'anime. Secondo Rock Paper Shotgun Ghost in the Shell: SACFAO era "uno sparatutto multiplayer convenzionale"; mentre Multiplayer.it lo ha giudicato "Generico" dandogli 5 stelle su 10.